# Алтан
Алта́н (рос. Алтан) — село у складі Киринського району Забайкальського краю, Росія. Адміністративний центр та єдиний населений пункт Алтанського сільського поселення.

## Населення
Населення — 725 осіб (2010; 935 у 2002).
Національний склад (станом на 2002 рік):
- росіяни — 92 %